# Trellius dulcis
Trellius dulcis är en insektsart som beskrevs av Andrej Vasiljevitj Gorochov 1996. Trellius dulcis ingår i släktet Trellius och familjen syrsor. Inga underarter finns listade i Catalogue of Life.